# Mothalakunta, Sandur
Mothalakunta là một làng thuộc tehsil Sandur, huyện Bellary, bang Karnataka, Ấn Độ.